# Волтер Бішоп-молодший
Во́лтер Ф. Бі́шоп-молодший (англ. Walter F. Bishop Jr.; 4 жовтня 1927, Нью-Йорк — 24 січня 1998, там само) — американський джазовий піаніст і композитор.

## Біографія
Народився 4 жовтня 1927 року в Нью-Йорку. Його батько, Волтер Бішоп, стар., був композитором і членом Американського товариства композиторів, авторів і видавців та працював з Артом Тейтумом, Фетсом Воллером, Юбі Блейком, Джеймсом П. Джонсоном, Рамом Раміресом. Зростав в районі Шугар-гілл в Гарлемі, а його шкільними товаришами були Сонні Роллінс, Кенні Дрю та Арт Тейлор. Зазнав впливу Тейтума, Бада Пауелла і Нета Кінг Коула.
Грав з Аланом Джексоном, Луї Меткафом (1945). Виступав в армії (1945—47), потім з Артом Блейкі (1947—49), Майлзом Девісом (1949), біг-бендом Енді Кірка (1950) та Чарлі Паркером (1951—54). З середини до кінця 1950-х залишив музику. Грав з Алленом Ігером, Філлі Джо Джонсом (1959). Навчався у Голла Овертона у Джульярдській школі (1961—69). Очолював власне тріо з Джиммі Гаррісоном і Г. Т. Гоганом (1961); недовгий час грав з Кеннонболлом Еддерлі (1962), Лесом Спенном, Семом Джонсом (1962); Charlie Parker Memorial All Stars (1964), у власному квінтеті з Френком Гейнсом, потім з Гарольдом Віком у середині 1960-х.
У 1969 році переїхав у Лос-Анджелес. Грав і записувався з Блу Мітчеллом, Supersax, Террі Гіббсом, Гарольдом Лендом, Боббі Гатчерсоном, Стенлі Террентайном, Артом Фармером та з власним гуртом 4th Cycle (1969—75); також викладав музику в лос-анджелеському коледжі та вчився у Спада Мерфі. У 1976 році повернувся у Нью-Йорк. Грав з бег-бендом Кларка Террі та з власними гуртами у нью-йоркських клубах з 1976 року. У 1979 році зіграв у п'єсі про Біллі Холідей під назвою «They Were All Gardenias». Грав з Біллом Гардменом-Джуніором Куком (1980). Виступав сольно у Карнегі-холі (1983). У 1980-х і 1990-х виступав власними гуртами у Нью-Йорку та гатролював в Європі.
Помер 24 січня 1998 року від серцевого нападу в Нью-Йорку у віці 70 років.

## Дискографія
- Speak Low (Jazztime, 1961)
- The Walter Bishop Jr. Trio/1965 (Prestige, 1965)
- Coral Keys (Black Jazz, 1972)
- Keeper of My Soul (Black Jazz, 1973)
- Valley Land (Muse, 1974)
- Old Folks (East Wind, 1976)
- Soul Village (Muse, 1977)
- Cubicle (Muse, 1978)
- Hot House (Muse, 1979)